# George Abecassis
George Edgar Abecassis (Chertsey, 21 marzo 1913 – Ibstone, 18 dicembre 1991) è stato un pilota automobilistico britannico.
Attivo dal 1938 al 1957, partecipò a due Gran Premi di Svizzera di Formula 1 nelle stagioni 1951 e 1952 con la Hersham and Walton Motors da lui fondata.

## Carriera
Prima dello scoppio della seconda guerra mondiale, iniziò la carriera sportiva correndo da privato su un Alta 12/50, classificandosi in seconda posizione nel 1938 nel Gran Premio "Crystal Palace" e in quello "Imperial". Nel 1939 vinse l'"Imperial" correndo su Alta 15/20.
Durante la guerra fu pilota aeronautico su un bombardiere della Royal Air Force con la missione di introdurre pattuglie di paracadutisti dentro le linee tedesche. In seguito passò ai "Moon Squadrons": con un aereo Lysander ebbe il compito di pilota notturno per introdurre di nascosto agenti segreti britannici in Francia.
Dopo la guerra entrò a far parte del gruppo tecnico della squadra Alta correndo alcune gare con diverse marche (tra cui la ERA) rientrando di nuovo nella Alta l'anno del primo Campionato mondiale di Formula 1, il 1950. Insieme all'amico John Heath fondò la Hersham and Walton Motors (abbreviata in HWM) una impresa dedicata in principio a partecipare a competizioni sportive con motori Alta che entrò anche in F1. Con queste automobili partecipò ai due Gran Premi di Svizzera svolti sul circuito di Bremgarten nel 1951 e nel 1952, entrambi validi per il campionato del mondo, ma non ebbe però molta fortuna ritirandosi in entrambi i casi.
Entrò successivamente a far parte della squadra Aston Martin per gare automobilistiche di resistenza sulla lunga distanza nei primi anni cinquanta. Dopo la tragica morte dell'amico John Heath, avvenuta nell'edizione 1956 della Mille Miglia, Abecassis abbandonò le competizioni nel 1957 per dedicarsi all'attività di commerciante e gestore di un negozio. È scomparso all'età di 78 anni.

### La carriera in cifre
- 1938: Crystal Palace Grand Prix, Privato Alta 12/50 2º posto
- 1938: Imperial Grand Prix, Privato Alta 12/50 2º posto
- 1939: Imperial Grand Prix, Privato Alta 15/20 1º posto (unica vittoria della carriera)
- 1946: I Gran Premio delle Nazioni a Ginevra, Privato Alta GP, Ritirato
- 1947: I J.C.C. Jersey Road Street a Helier, Privato ERA A, Ritirato
- 1947: I Caracalla F2 a Caracalla, Privato Cisitalia Fiat D46, 2º posto
- 1947: IX British Empire Trophy a Douglas, Privato ERA A, Ritirato
- 1948: II J.C.C. Jersey Road Street a Helier, Privato Maserati 6CM, 2º posto
- 1948: X British Empire Trophy a Douglas, Hersham & Walton Motors Ltd. Alta GP, Ritirato
- 1949: I Richmond Trophy a Goodwood, Hersham & Walton Motors Ltd. Alta GP, 6º posto
- 1949: II Gran Premio di Inghilterra a Silverstone, Hersham & Walton Motors Ltd. Alta GP, 7º posto
- 1949: XXXVI Gran Premio di Francia a Reims, Hersham & Walton Motors Ltd. Alta GP, Ritirato
- 1949: II Gran Premio di Zandvoort a Zandvoort, Hersham & Walton Motors Ltd. Alta GP, Ritirato (futuro Gran Premio di Olanda)
- 1949: II Madgwick Cup a Goodwood, Hersham & Walton Motors Ltd. Alta GP, 5º posto
- 1949: III C. Petite Cyl. a Reims, Privato Cooper T9 - JAP, Ritirato
- 1950: II Richmond Trophy a Goodwood, Hersham & Walton Motors Ltd. HWM 50 - Alta, 6º posto
- 1950: IV Gran Premio di Parígi a Montlhery, Hersham & Walton Motors Ltd. HWM 50 - Alta, Ritirato
- 1950: III Goodwood Trophy a Goodwood, Hersham & Walton Motors Ltd. HWM 50 - Alta, Ritirato
- 1951: I Gran Premio Centenario Colombia a Genova, Hersham & Walton Motors Ltd. HWM 51 - Alta, 5º posto
- 1951: I Winfield F2 Cup a Winfield, Herhsam & Walton Motors Ltd. HWM 51 - Alta, 2º posto
- 1951: XI Gran Premio della Svizzera a Bremgarten, Herhsam & Walton Motors Ltd. HWM 51 - Alta, Ritirato (valido per il campionato di Formula 1)
- 1952: IV Richmond Trophy a Goodwood, Hersham & Walton Motors Ltd. HWM 51 - Alta, 4º posto
- 1952: IV Lavant Cup a Goodwood, Hersham & Walton Motors Ltd. HWM 52 - Alta, Ritirato
- 1952: XII Gran Premio della Svizzera a Bremgarten, Hersham & Walton Motors Ltd. HWM 52 - Alta, Ritirato
- 1952: I Ibsley Race a New Forest, Hersham & Walton Motors Ltd. HWM 52 - Alta, 2º posto
- 1952: IV Daily Express Trophy a Silverstone, Hersham & Walton Motors Ltd. HWM 52 - Alta, Non Qualificato

## Risultati in F1
| 1951 | Scuderia  | Vettura |     |  |  |  |  |  |  |  | Punti | Pos. |
| ---- | --------- | ------- | --- |  |  |  |  |  |  |  | ----- | ---- |
| 1951 | HW Motors | HWM 51  | Rit |  |  |  |  |  |  |  | 0     |      |

| 1952 | Scuderia  | Vettura |     |  |  |  |  |  |  |  | Punti | Pos. |
| ---- | --------- | ------- | --- |  |  |  |  |  |  |  | ----- | ---- |
| 1952 | HW Motors | HWM 52  | Rit |  |  |  |  |  |  |  | 0     |      |

| Legenda | 1º posto     | 2º posto | 3º posto    | A punti         | Senza punti/Non class.  | Grassetto – Pole position Corsivo – Giro più veloce |
| Legenda | Squalificato | Ritirato | Non partito | Non qualificato | Solo prove/Terzo pilota | Grassetto – Pole position Corsivo – Giro più veloce |